# Municipio de Huatlatlauca
El municipio de Huatlatlauca (del nahuatl: cuautla, atl, tlatlauqui, can ‘monte, agua, rojo, lugar’‘Monte donde el agua se tiñe de rojo’) es uno de los 217 municipios que conforman al estado de Puebla. Su cabecera es la localidad de Huatlatlauca.

## Historia
Asentamiento de grupos mixtecos y popolocas dieron origen a este poblado prehispánico. Sometido por los españoles hacia 1521. A esta región pasaron a evangelizar lo frailes agustinos posterior su llegada a la Nueva España en 1533 después de la consumación de la conquista de México-Tenochtitlán, fundaron su convento dedicado a Los Reyes Magos entre 1536 y 1538 en esta población siendo los encargados de esta misión evangelizadora los fray Jorge de Ávila Ro y fray Jerónimo Jiménez de San Esteban. En 1750 perteneció a la jurisdicción eclesiástica del Obispado de Puebla. Fue Alcaldía mayor en 1768; posteriormente formó parte del antiguo Distrito de Tepexi y en 1895 figuró como municipio libre. La cabecera municipal hoy en día es el pueblo de "Santa María de los Reyes Huatlatlauca".